# Sarah-Jane Potts
Sarah-Jane Potts (Bradford, 30 agosto 1976) è un'attrice britannica.

## Vita privata
È sorella dell'attore Andrew Lee Potts. 
Dal 2002 al 2009 (divorzio) è stata sposata con l'attore statunitense Tony Denman. La coppia ha avuto un figlio nato nel 2004. Il 31 dicembre 2013 si è risposata con l'attore e regista inglese Joseph Millson. 

## Filmografia parziale

### Cinema
- Mio figlio il fanatico (My Son the Fanatic), regia di Udayan Prasad (1997)
- Woundings - La guerra nei corpi (Woundings), regia di Roberta Hanley (1998)
- Wonderland, regia di Michael Winterbottom (1999)
- Barely Legal - Doposcuola a luci rosse (After School Special), regia di David Mickey Evans (2003)
- Breaking Dawn, regia di Mark Edwin Robinson (2004)
- Kinky Boots - Decisamente diversi (Kinky Boots), regia di Julian Jarrold (2005)
- Burning Men, regia di Jeremy Wooding (2019)
- The Lockdown Hauntings, regia di Howard J. Ford (2021)
- Prancer: A Christmas Tale, regia di Phil Hawkins (2022)

### Televisione
- The Broker's Man - serie TV, 6 episodi (1997)
- The Locksmith - serie TV, 6 episodi (1997)
- The Canterville Ghost - film TV (1997)
- Felicity - serie TV, 14 episodi (2000-2001)
- La signora in giallo - La ballata del ragazzo perduto (Murder, She Wrote: The Celtic Riddle) - film TV (2003)
- Sugar Rush - serie TV, 10 episodi (2006)
- Casualty - serie TV, 10 episodi (2008)
- Valle di luna (Emmerdale) - serie TV, 3 episodi (2008)
- Waterloo Road - serie TV, 18 episodi (2009-2010)
- Holby City - serie TV, 58 episodi (2011-2012)
- Gracepoint - miniserie TV, 10 episodi (2014)
- Zero Chill - serie TV, 10 episodi (2021)
- The Teacher - miniserie TV, 3 episodi (2022)